# Papežský čestný titul
Papežské čestné tituly jsou církevní tituly, které uděluje papež jako ocenění duchovenstvu, obvykle na žádost biskupa.
Existují tři úrovně čestných titulů: papežský čestný kaplan, papežský čestný prelát a apoštolský protonotář. V závislosti na titulu jsou s tím spojeny různé oděvy a erbovní práva. Všichni držitelé papežského čestného titulu patří do tzv. papežské rodiny a mají nárok na titul „Monsignore“. Od roku 2014 se mimo diplomatické služby Svatého stolce uděluje pouze titul čestný papežský kaplan, přičemž již udělené tituly zůstávají nadále v platnosti.

## Čestné tituly

### Čestný papežský kaplan

Erb kaplana Jeho Svatosti

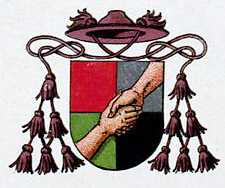
Erb papežského domácího preláta Luigiho Francesca Fè d'Ostiani

Nejnižší hodnost papežského čestného titulu je kaplan Jeho Svatosti (italsky Cappellano di Sua Santità), nebo také čestný papežský kaplan. Tam, kde je duchovní v německy mluvících zemích oslovován jako „Monsignore“, je to obvykle čestný papežský kaplan, který tento titul často získal jako děkan.
Během i mimo bohoslužby smí nosit černou sutanu s fialovým lemováním, fialovými knoflíky a cingulem (fascií) z fialového hedvábí a třásněmi stejné barvy. Mimo liturgii nosí jako pokrývku hlavy obyčejní černý biret s černým střapcem, ačkoli v Německu, je v rozporu s vatikánskou instrukcí Ut sive sollicite Státního sekretariátu Svatého stolce z 31. března 1969, často stále vyráběn a používán také fialový. 

### Čestný papežský prelát

Erb čestného preláta Jeho Svatosti

Nejnižší stupeň papežských čestných titulů je čestný prelát Jeho Svatosti (italsky Prelato d'onore di Sua Santità), kterému se také říká papežský

Erb apoštolského protonotáře

čestný prelát (dříve Papežský domácí prelát) nebo prelát Jeho Svatosti.
Nejčastějším oslovením je „nejctihodnější prelát“, ačkoli vzácněji se také používá „Monsignore“. V původním smyslu slova prelát označuje duchovního hodnostáře katolické církve, kterému byly uděleny určité pastorační vůdčí pravomoci.
Papežský čestný prelát může při bohoslužbách nosit purpurové chórové roucho a zvenčí černý talár s purpurovými knoflíky a purpurovým cingulem. Používá černý biret s černým nebo fialovým střapcem.

### Apoštolský protonotář

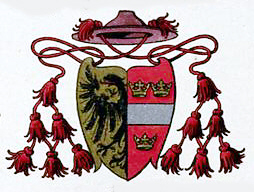
Erb apoštolského protonotáře Gottfrieda Marschalla

Nejvyšším stupněm papežského čestného titulu je Apoštolský protonotář supra numerum.
Tento titul je odvozen od protonotářů de numero, kteří pracovali v Římě. Jako nejvyšší papežské vyznamenání se uděluje také zasloužilým diecézním kněžím, kteří jsou zařazeni k protonotářům de numero, a proto mají ve svém titulu „supra numerum“ (v překladu „nadpočetní“).
Apoštolský protonotář nosí oděv papežského čestného preláta s červenými knoflíky a může nosit i purpurový hedvábný plášť. čestní preláti, tzn. „nadpočetní“ protonotáři používají černý biret s černým střapcem, protonotare de numero biret s fialovým střapcem.

## Předávání
Udělování papežského čestného titulu probíhá na základě osvědčení vystaveného ve Státním sekretariátu. Poctěnému knězi jej zpravidla předává na slavnostní ceremonii diecézní biskup jeho diecéze poté, co mu byl doručen prostřednictvím Apoštolské nunciatury.
Všichni držitelé čestných titulů patří k papežské rodině a jsou uvedeni v Annuario Pontificio ; čestní kaplani jsou uvedeni pouze v matrice.

## Praxe od roku 2014
V září 2013 italská média uvedla, že papež František již nechce až do odvolání udělovat žádné čestné papežské tituly duchovním. Počátkem roku 2014 bylo oznámeno, že papež František již nebude udělovat čestný titul prelát a apoštolský protonotář, a čestný titul čestný kaplan („Monsignor“) bude udělovat pouze zasloužilým duchovním ve věku 65 a více let. Již udělené tituly zůstávají v platnosti. Bylo také řečeno, že všichni zaměstnanci v diplomatických službách Svatého stolce jsou osvobozeni od zmrazení zakázek.
Počet žijících držitelů čestných titulů, kteří se již neudělují, tedy od roku 2014 klesá. Již v polovině 80. let 20. století bylo za papeže Jana Pavla II. ukončeno udělování titulu asistent papežského stolce, který byl považován za úřad papežské domácnosti.